# Ursula Lehmkuhl

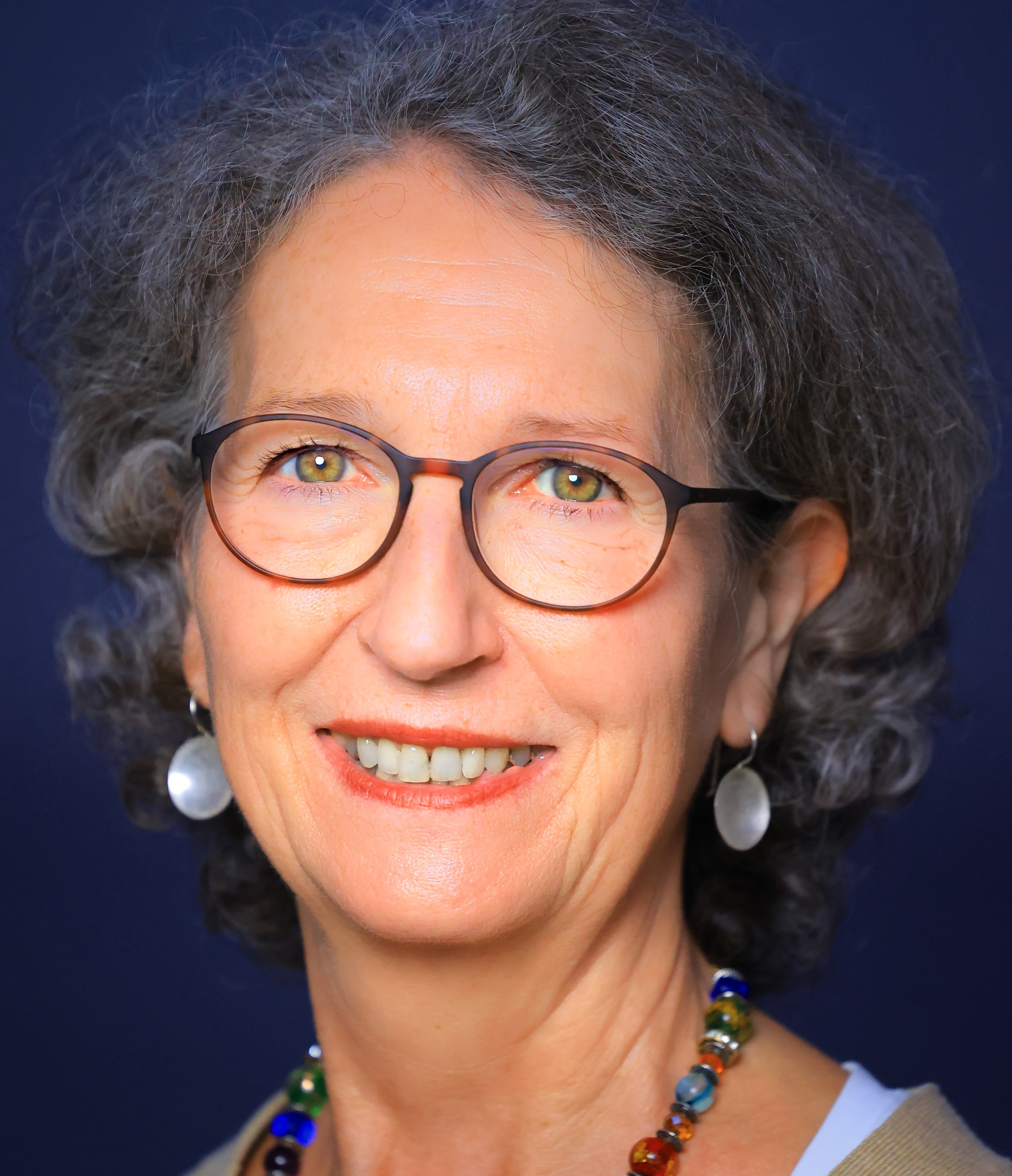
Ursula Lehmkuhl (2019)

Ursula Lehmkuhl (* 20. Mai 1962 in Bocholt) ist eine deutsche Historikerin und Politikwissenschaftlerin.

## Leben und Wirken
Ursula Lehmkuhl studierte von 1981 bis 1985 Romanistik und Geschichtswissenschaft an der Universität Siegen und Ruhr-Universität Bochum, wo sie 1985 das Magisterexamen ablegte und 1990 „summa cum laude“ promoviert wurde. 1997 folgte die Habilitation im Fach Politikwissenschaft.
Im Jahr 1999 wurde sie auf den Lehrstuhl für Nordamerikanische Geschichte an der Universität Erfurt berufen. Von 2002 bis 2010 war sie Professorin für Neuere Geschichte mit dem Schwerpunkt Nordamerikanische Geschichte am John-F.-Kennedy-Institut für Nordamerikastudien der Freien Universität Berlin. Seit 2004 leitet sie die Deutsche Auswandererbriefsammlung, die von der Forschungsbibliothek Gotha kuratiert wird. Zusammen mit dem vom Deutschen Historischen Institut Washington koordinierten Projekt „German Heritage in Letters“ versucht sie Auswandererbriefe und Briefe, die deutsche Daheimgebliebene in die USA geschrieben haben, zu sammeln und für die Forschung zugänglich zu machen. Von 2006 bis 2009 leitete sie das Zentrum für Regionalstudien an der FU. Zusammen mit Thomas Risse leitete sie von 2006 bis 2010 den Sonderforschungsbereich 700. Am 21. Februar 2007 wurde sie zur Ersten Vizepräsidentin der Freien Universität Berlin gewählt. Von März bis Juni 2010 leitete sie die Freie Universität als amtierende Präsidentin. Im Oktober 2010 nahm sie einen Ruf an die Universität Trier auf eine neu eingerichtete Professur für Internationale Geschichte an.
Neben Arbeitsschwerpunkten in den Bereichen der Migrationsgeschichte, der Kolonialgeschichte und der Geschichte der Internationalen Beziehungen, hat Lehmkuhl einen Forschungsschwerpunkt im Bereich der Kanada-Studien: 2013–2015 war sie Präsidentin der Gesellschaft für Kanada-Studien (GKS). Seit 2013 leitet sie zusammen mit Laurence McFalls (Université de Montréal) das erste von der DFG finanzierte deutsch-kanadische Internationale Graduiertenkolleg in den Geistes- und Sozialwissenschaft (IRTG 1864). Es beschäftigt sich mit „Diversity: Mediating Difference in Transcultural Spaces“ und wird von der Universität Trier, der Université de Montreál und der Universität des Saarlandes getragen. 2018 gab sie zusammen mit der Bundeszentrale für politische Bildung den „Länderbericht Kanada“ heraus. Sie verfasste die Kapitel zur Geschichte Kanadas, zum kanadischen Dualismus und zur kanadischen Außenpolitik.
Sie ist Herausgeberin der Publikationsreihe „Diversity / Diversité / Diversität“ (Münster, Waxmann Verlag).
Neben ihrer Forschungs- und Lehrtätigkeit engagiert sich Lehmkuhl in der universitären Selbstverwaltung. Sie ist stellvertretende Vorsitzende des Hochschulrates der Universität zu Köln und des Universitätsrates der Universität Wien. An der Universität Trier ist sie Mitglied des Senats. Von 2000 bis 2002 war sie Vizepräsidentin für Forschung, Internationales und wissenschaftlichen Nachwuchs an der Universität Erfurt und von 2007 bis 2010 selbstvertretende Präsidentin der Freien Universität Berlin.

## Schriften (Auswahl)

### Bücher
- mit Stefan Rinke: Amerika – Amerikas. Zur Geschichte eines Namens von 1507 bis zur Gegenwart. WBG academic, Darmstadt 2022, ISBN 978-3-534-27482-6.
- Pax Anglo-Americana. Machtstrukturelle Grundlagen anglo-amerikanischer Asien- und Fernostpolitik in den 1950er Jahren. Oldenbourg, München 1999 (zugleich: Bochum, Universität, Habil.-Schrift, 1996).
- Kanadas Öffnung nach Asien. Der Colombo-Plan. Das „New Commonwealth“ und die Rekonstruktion des Sterlinggebietes 1949–52. Brockmeyer, Bochum 1990 (zugleich: Bochum, Universität, 1989).

### Herausgeberschaft
- Länderbericht Kanada (= Schriftenreihe der BpB, Bd. 10200). Bundeszentrale für politische Bildung BpB, Bonn am Rhein 2018.
  - darin als Autorin: Das „Peaceable Kingdom“. Kanada in der internationalen Staatengemeinschaft 1945–2016, S. 522–550.

### Aufsätze
- Translation as a Heuristic Model for Diversity Studies, in: Ursula Lehmkuhl, Lutz Schowalter (Hrsg.): Translating Diversity. Concepts, Practices, and Politics, Münster 2019, S. 29–56.
- Paradoxes of Resistance and Resilience: The Pitfalls of Métis Renaissance since the 1970s, in: Weronika Suchacka, Hartmut Lutz, Anna Kricka (Hrsg.): Transcanadiana. Polish Journal of Canadian Studies, 8, Special Issue: Canadian Sites of Resistance. Solidarity – Struggle – Change (?), 2016, S. 52–72.
- Good Land – Bad Land. Ecological Knowledge and the Settling of the old Northwest, 1755–1805, in: Settler Colonial Studies 2016, S. 1–23.
- mit Ursula und Eva Bischoff: Provincializing the United States. Postcolonial Perspectives on North American History, in: Ursula Lehmkuhl, Eva Bischoff, Norbert Finzsch (Hrsg.): Provincializing the United States. Colonialism, Decolonization, and (Post)Colonial Governance in Transnational Perspective, Heidelberg 2014, S. 5–29.
- Johann Heinrich Carl – The Revolutionary. The History and Collective Memory of a German-American Family, 1852–2004, in: Studia Migracyjne – Przeglad Polonijny 2 (2014), S. 31–56.
- Reading Immigrant Letters and Bridging the Micro-Macro Divide, in: Studia Migracyjne – Przeglad Polonijny 2 (2014), S. 9–30.
- Heirat und Migration in Auswandererbriefen – Die Bestände der Nordamerika-Briefsammlung, in: L’Homme – Europäische Zeitschrift für Feministische Geschichtswissenschaft 25 (2014), S. 123–128.